# Izabela Fleming
Izabela Fleming Czartoryska (Varsavia, 3 marzo 1746 – Wysock, 15 luglio 1835) è stata una principessa e scrittrice polacca, nonché collezionista d'arte e fondatrice del primo museo polacco.

## Biografia

### Infanzia

Stemma della famiglia Fleming

Era figlia del conte Jerzy Detloff Fleming e della principessa Antonina Czartoryska. 

### Matrimonio

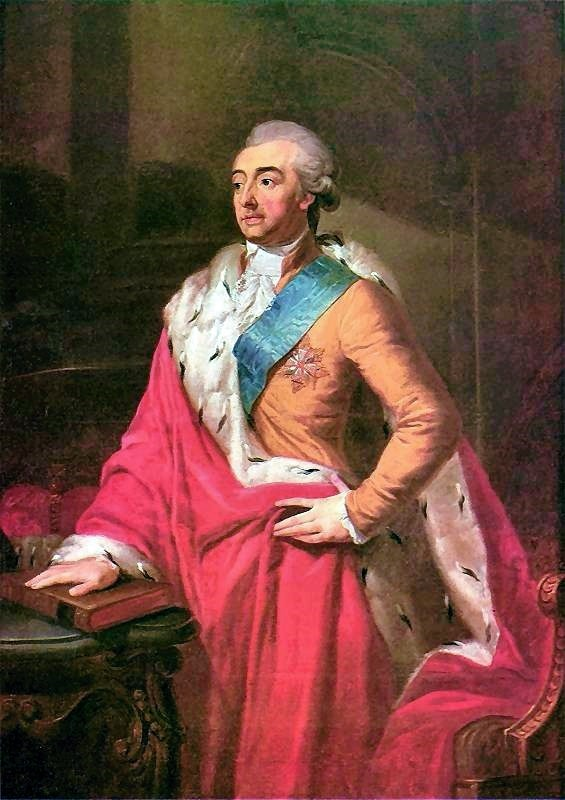
Ritratto del principe Adam Kazimierz Czartoryski
Józef Peszka, Museo nazionale di Varsavia (1791)

Sposò il principe Adam Kazimierz Czartoryski il 18 novembre 1761, quando aveva solo quindici anni, a Wołczyn.  Esistono teorie riguardo a una sua relazione amorosa con l'ambasciatore russo in Polonia Nikolaj Vasil'evič Repnin, che sarebbe, secondo le voci, il vero padre di Adam Jerzy Czartoryski.

### Importanza sociale

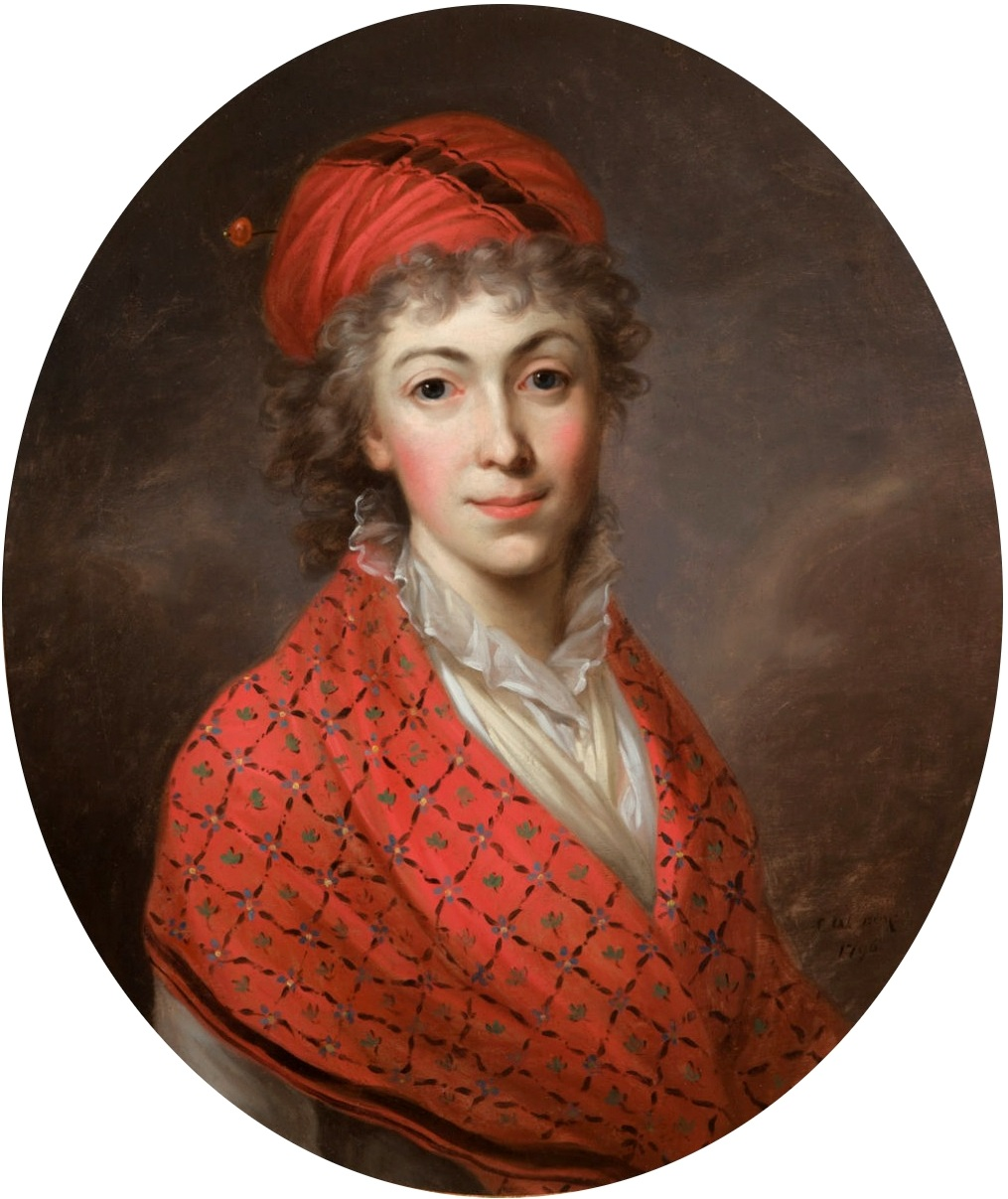
Izabela Czartoryska ritratta da Kazimierz Wojniakowski nel 1796. Oggi questo dipinto è conservato nel Museo nazionale di Varsavia

Insieme al marito, Izabela viaggiò in Europa, a volte travestita da uomo. Ella incontrò nel 1772 a Parigi Benjamin Franklin, leader della rivoluzione americana, e i filosofi francesi Jean-Jacques Rousseau e Voltaire, che stavano portando alla luce nuove idee sul vecchio ordine. Nel 1775 trasformò completamente insieme al marito il palazzo Czartoryski a Puławy in un luogo di incontro per intellettuali e politici.
Izabela esercitava il potere politico attraverso la moda, diffondendo l'abito tradizionale polacco tra la nobilità polacca: una lunga veste di nome kontusz ed un'insolita acconciatura rasata.

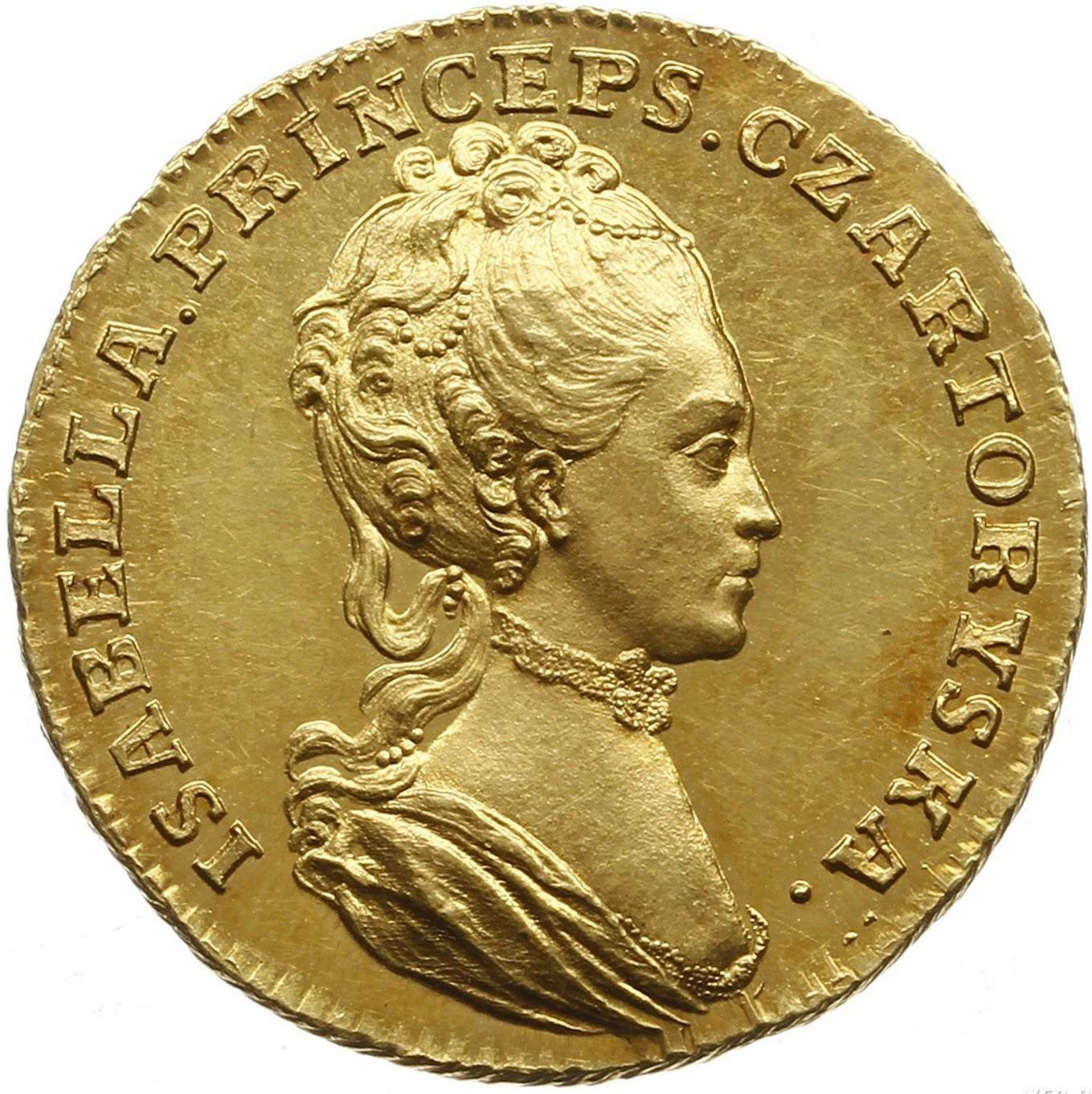
Izabela su di una medaglia d'oro

Izabela scoprì il talento del giovane pittore Aleksander Orłowski e lo finanziò. Nel 1784 si unì al Partito Patriottico. In seguito all'insurrezione di Kościuszko due suoi figli furono presi come ostaggi politici da Caterina II di Russia. Nel 1796 ordinò la ricostruzione del palazzo di Puławy, in rovina, e iniziò a costruire un museo; tra i primi oggetti vi furono i trofei turchi dell'assedio di Vienna e furono inclusi anche oggetti storici delle famiglie polacche e dei tesori reali.

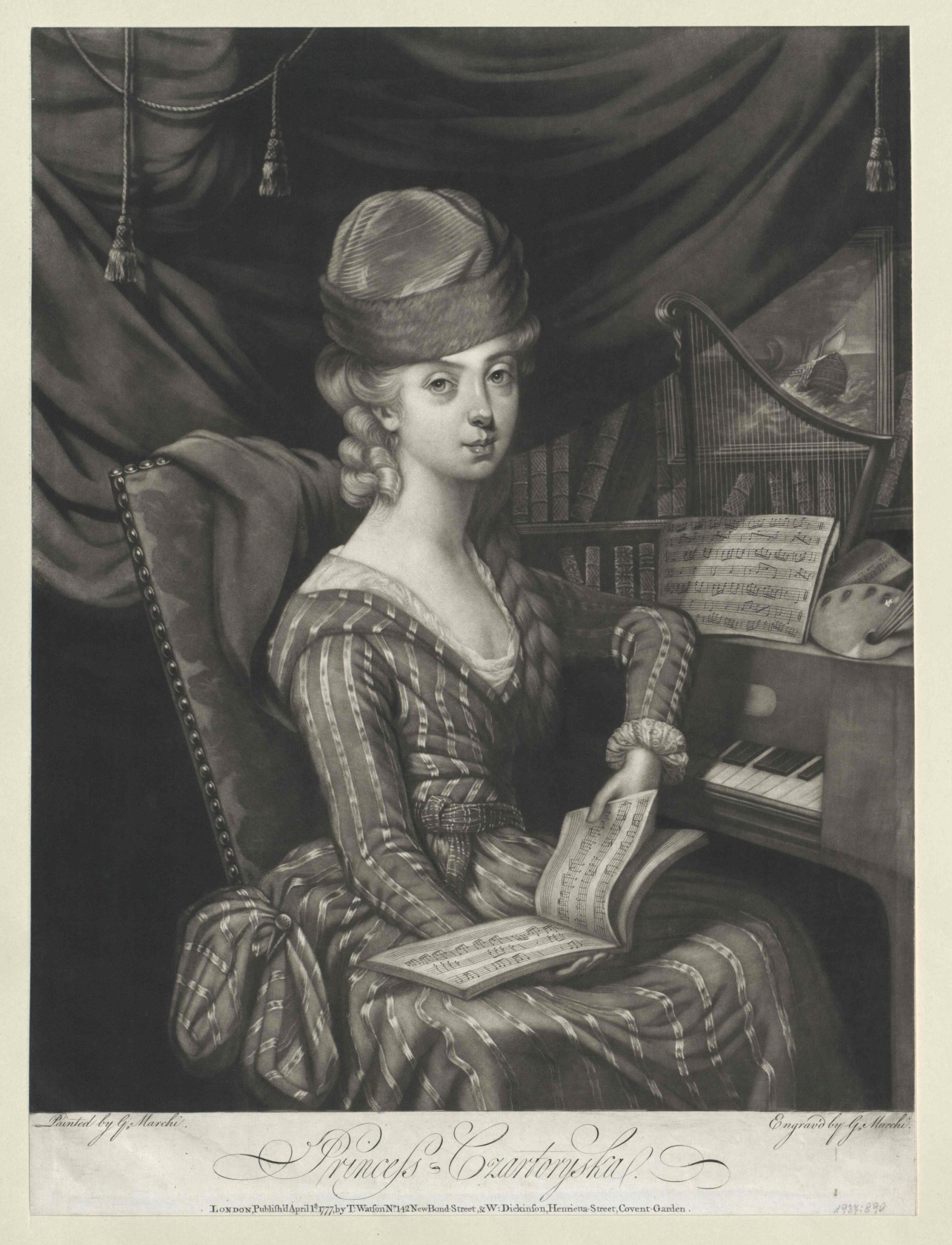
La Czartoryska in una stampa d'epoca

Nel 1801 aprì il primo museo della Polonia con il nome di "tempio della memoria", in seguito ribattezzato museo Czartoryski: conteneva oggetti di significato sentimentale riguardanti le glorie e le miserie della vita umana. Durante la rivolta di novembre del 1830, nella quale era coinvolta la famiglia Czartoryski, il museo fu chiuso e tutti gli oggetti furono evacuati a Parigi. Il nipote Władysław Czartoryski riaprì il museo nel 1878 a Cracovia.

### Morte

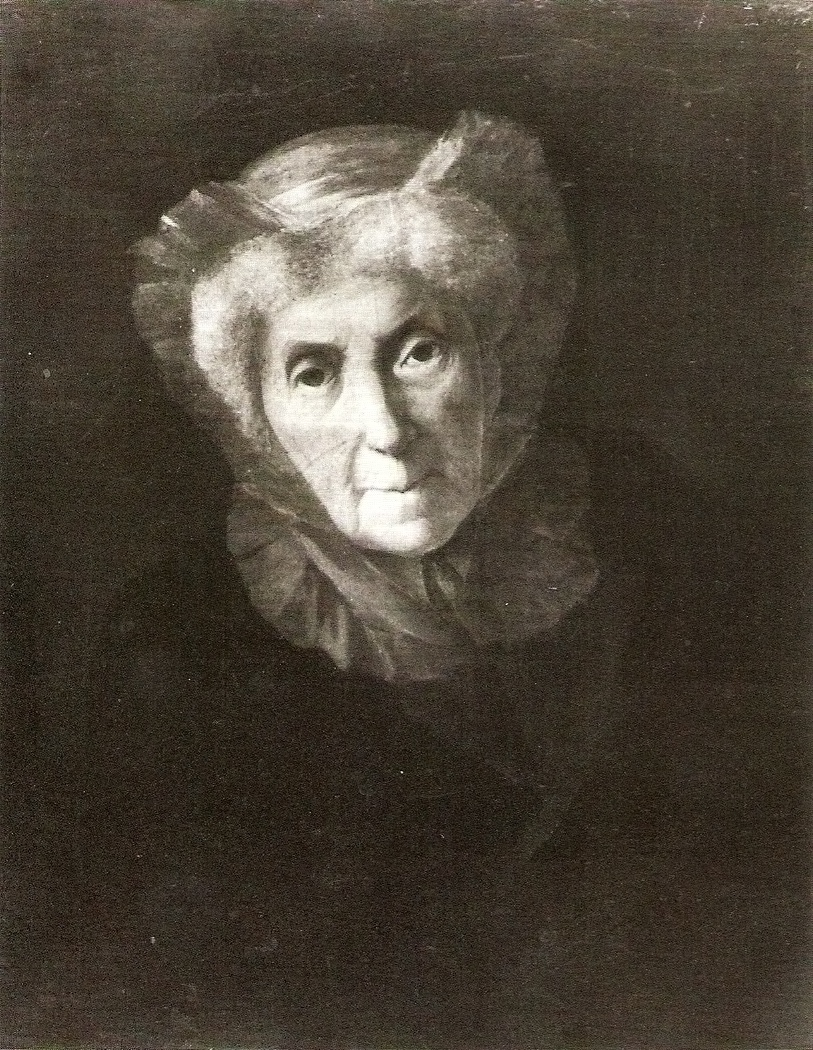
La Principessa ritratta in tarda età

La principessa morì il 15 luglio 1835 a Wysock.

## Discendenza
Dal matrimonio tra Isabella e Adam Kazimierz Czartoryski nacquero sei figli:
- Teresa (1765-1780);
- Maria Anna (1768–1854), che sposò Ludovico Federico Alessandro di Württemberg;
- Adam Jerzy (1770–1861);
- Konstanty Adam (1773–1860);
- Gabriella (?-1780);
- Sofia (1778-1837), che sposò il conte Stanisław Kostka Zamoyski.

## Opere
- (PL)  Myśli różne o sposobie zakładania ogrodów (1805)
- (PL)  Pielgrzym w Dobromilu, czyli nauki wiejskie (ca. 1818)